# 4861 Nemirovskij
4861 Nemirovskij eller 1987 QU10 är en asteroid i huvudbältet som upptäcktes den 27 augusti 1987 av den rysk-sovjetiska astronomen Ljudmila Karatjkina vid Krims astrofysiska observatorium på Krim. Den är uppkallad efter Lev Rufuljevitj Nemirovskij.
Asteroiden har en diameter på ungefär sex kilometer.